# Pierre Paulin
Pierre Paulin (Parijs, 9 juli 1927 – Montpellier, 13 juni 2009) was een Frans industrieel ontwerper. Hij is in Nederland bekend als vormgever van enkele beroemde Artifort-meubels.
Paulin studeerde beeldhouwen. Vanaf het midden van de jaren vijftig ontwierp hij stoelen voor onder meer Thonet en Artifort (1958-1970). Het motto bij al zijn ontwerpen voor zitmeubilair was: "Een fauteuil moet de zitter beschermen." Dit ontwerpprincipe komt onder andere tot uitdrukking in de Ribbon Chair, waarvoor hij in 1969 de American Industrial Design Award kreeg uitgereikt.
Gedurende zijn arbeidzame leven was Paulin betrokken bij een grote verscheidenheid aan vormgevingsprojecten. Zo ontwierp hij het Franse paviljoen voor de wereldtentoonstelling Expo 70 in Osaka, werd hij in 1971 gevraagd om de privé-vertrekken van het presidentiële paleis te Parijs te restylen en was hij ook in dat decennium verantwoordelijk voor de inrichting van de passagiersruimten in de vliegtuigen van Air France.
Het Centre Pompidou te Parijs heeft een permanente tentoonstelling van al zijn meubelontwerpen. Andere musea (waaronder het Museum of Modern Art te New York) tonen zijn beroemdste meubelontwerpen in de design-collectie.

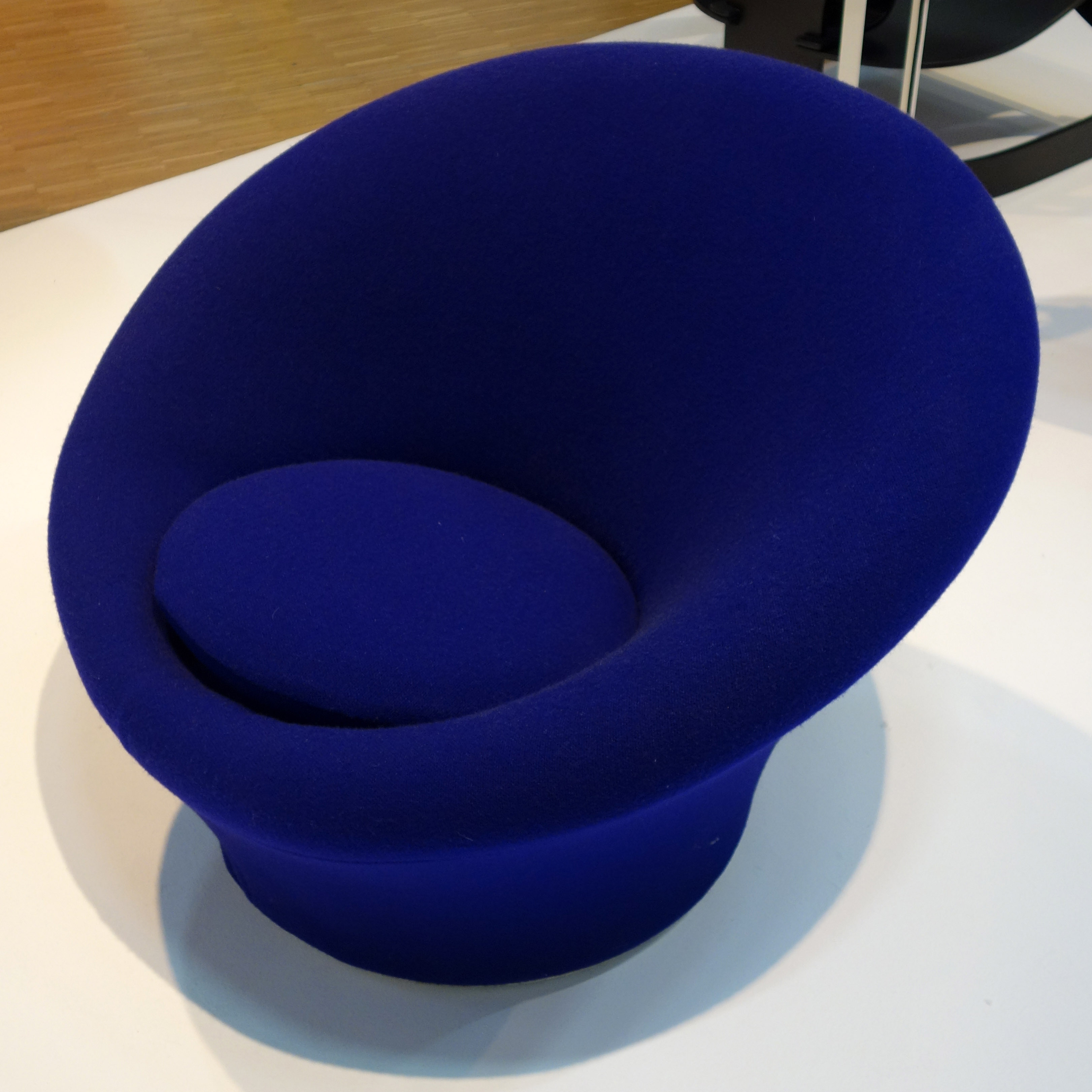
Model 560, Mushroom, 1963
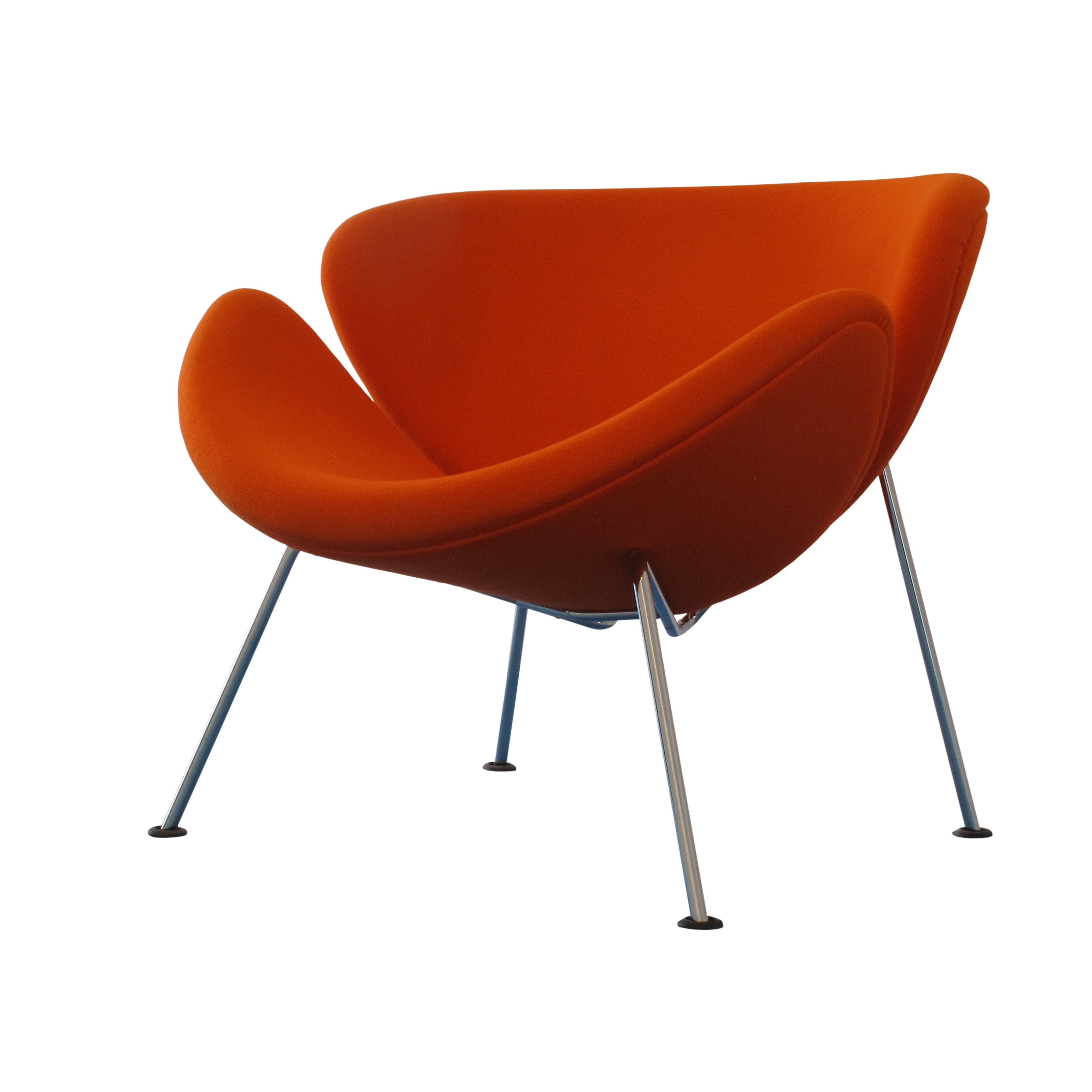
Orange Slice Chair, 1960
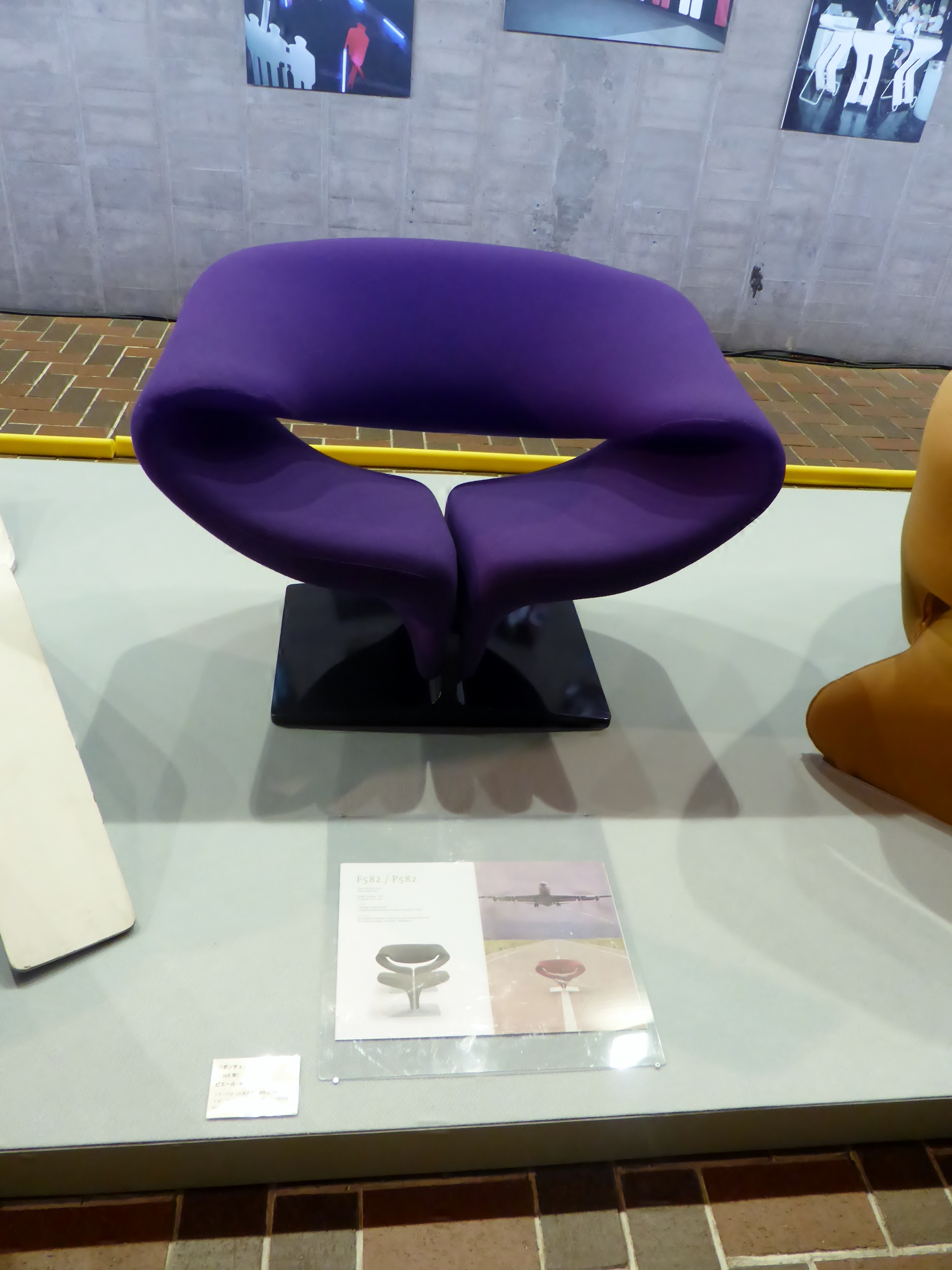
Model 582, Ribbon Chair, 1965
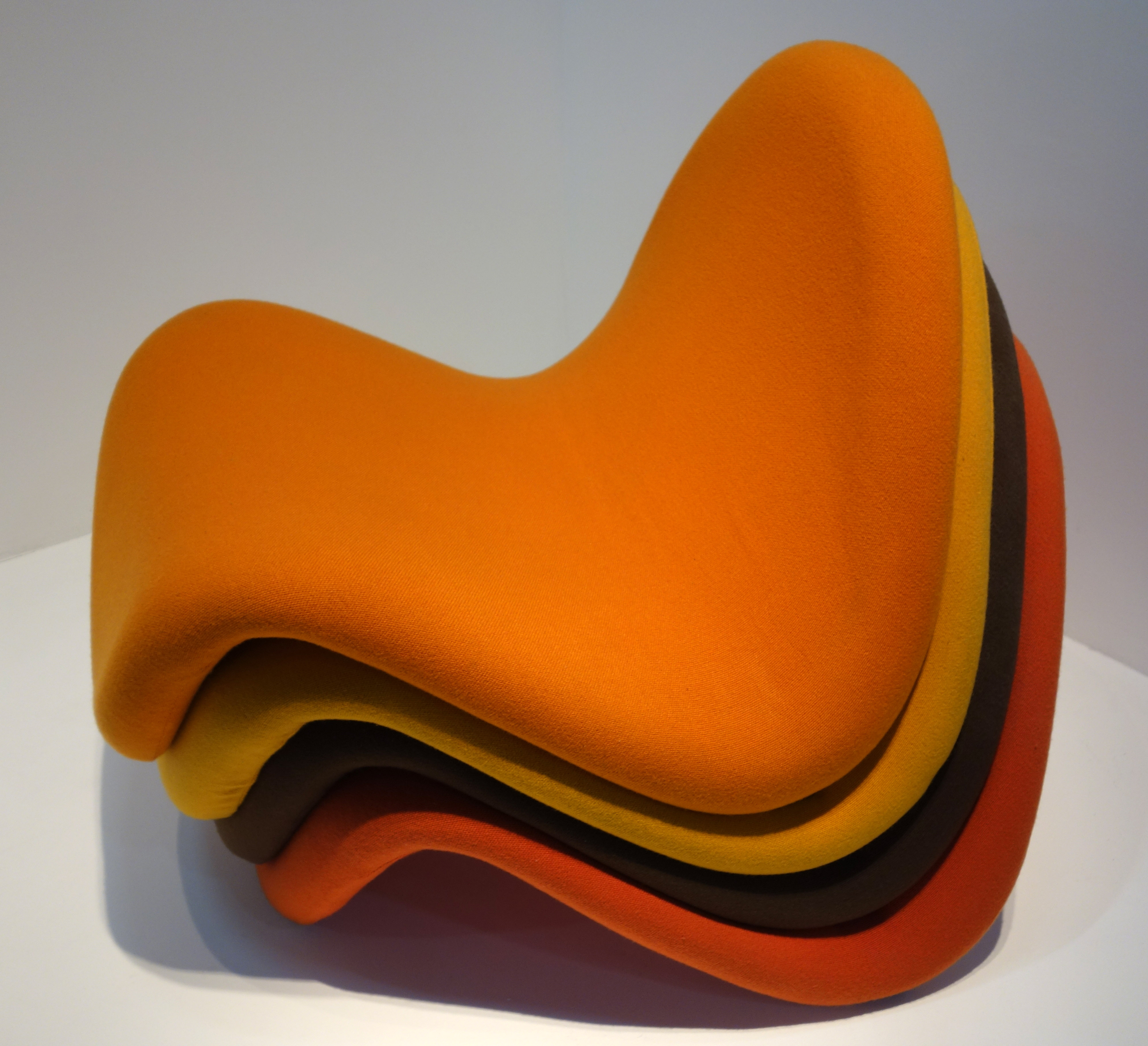
Model 577, Tongue Chair,1967

- Bibsys: 5023277
- Bibliothèque nationale de France: cb122949781 (data)
- Gemeinsame Normdatei: 116065222
- International Standard Name Identifier: 0000 0000 7832 3222
- KulturNav: 49cebb9d-ffcb-4868-8045-87f97da4e8a4
- Library of Congress Control Number: n93033000
- National Gallery of Victoria: 3158
- Nederlandse Thesaurus van Auteursnamen: 071095349
- RKD-Nederlands Instituut voor Kunstgeschiedenis: 317046
- Système universitaire de documentation: 031801714
- Union List of Artist Names: 500054918
- Virtual International Authority File: 95327927
- WorldCat: E39PBJqBmYFyQ6T3H9JpRhHHmd